# Cosmograma congo
O cosmograma congo (também chamado de yowa ou cruz dikenga, em kikongo: dikenga dia Kongo ou tendwa kia nza-n' Kongo) é um símbolo central na religião bakongo que representa o mundo físico (Ku Nseke), o mundo espiritual (Ku Mpémba), a linha Kalûnga que divide esses dois mundos, o rio sagrado que forma um círculo unindo-os, os quatro momentos do sol e os quatro elementos.

## História
Fontes etno-históricas e evidências de cultura material mostram que o cosmograma congo já existia como uma tradição simbólica antiga na cultura Bakongo antes do contato europeu em 1482, e continuou a ser utilizado na África Central até o início do século XX. Em sua forma mais elaborada, esse símbolo servia como uma representação emblemática do povo congo e sintetizava uma ampla gama de ideias e mensagens metafóricas que compunham seu sentido de identidade dentro do cosmos.
O cosmograma congo foi trazido para as Américas pelos povos congo escravizados no tráfico transatlântico de escravos. Achados arqueológicos nos Estados Unidos indicam que o símbolo foi reverenciado por negros americanos, que desenhavam o cosmograma congo nas paredes de porões de igrejas e o gravavam em cerâmicas.

## Elementos do cosmograma

### Kalûnga e os dois mundos
Os Bakongo acreditam que, no princípio, havia apenas um vazio circular de nada, chamado mbûngi. Nzambi Mpungu criou uma centelha de fogo, ou Kalûnga, que cresceu até preencher o mbûngi. Quando se tornou grande demais, Kalûnga se transformou numa grande força de energia que espalhou elementos quentes pelo espaço, formando o universo com o sol, as estrelas, os planetas, etc. Por isso, Kalûnga é visto como a origem da vida e uma força de movimento. Nzambi Mpungu também é chamado Kalûnga, o deus da mudança.
Após a criação, a natureza de Kalûnga mudou quando Nzambi separou o mundo físico, ou Ku Nseke, do mundo espiritual (ancestral), ou Ku Mpémba, pela linha de kalûnga. Essa linha tornou-se um rio que transporta as pessoas entre os dois mundos no nascimento e na morte, e mbûngi se tornou o sol que gira. Na morte, ou pôr do sol, o processo se repete e a pessoa renasce. Em kikongo, a palavra Kalûnga significa "limiar entre os mundos". Assim, a linha Kalûnga atua como uma barreira entre os dois mundos e guia todos os Bakongo, ou muntu, pelos quatro estágios da vida.
A linha Kalûnga e o círculo mbûngi formam parte do cosmograma congo, também chamado Yowa ou cruz Dikenga. Um Simbi (pl. bisimbi) é um espírito das águas que habita rios e pedras, acreditando-se que guiam os bakulu, ou ancestrais, pela linha Kalûnga para o mundo espiritual após a morte. Eles também estão presentes durante os batismos de cristãos afro-americanos, segundo a tradição hudu.

### Os quatro momentos do sol
Segundo Molefi Kete Asante, 
"Outra característica importante da cosmologia Bakongo é o sol e seus movimentos. O nascer, o auge, o pôr e a ausência do sol fornecem o padrão essencial para a cultura religiosa Bakongo. Esses 'quatro momentos do sol' correspondem aos quatro estágios da vida: concepção, nascimento, maturidade e morte. Para os Bakongo, tudo transita por esses estágios: planetas, plantas, animais, pessoas, sociedades e até ideias. Esse ciclo vital é representado por um círculo com uma cruz dentro. No cosmograma ou dikenga, o ponto de encontro das duas linhas da cruz é o ponto mais poderoso e onde a pessoa se situa."
Esse processo se repete e os Bakongo renascem. Juntos, Kalûnga e o círculo mbûngi formam a cruz Yowa ou Dikenga. Os quatro cantos da cruz correspondem ao tempo musoni, kala, tukula e luvemba. Eles se relacionam aos quatro momentos do sol, aos quatro estágios da vida e aos quatro elementos.

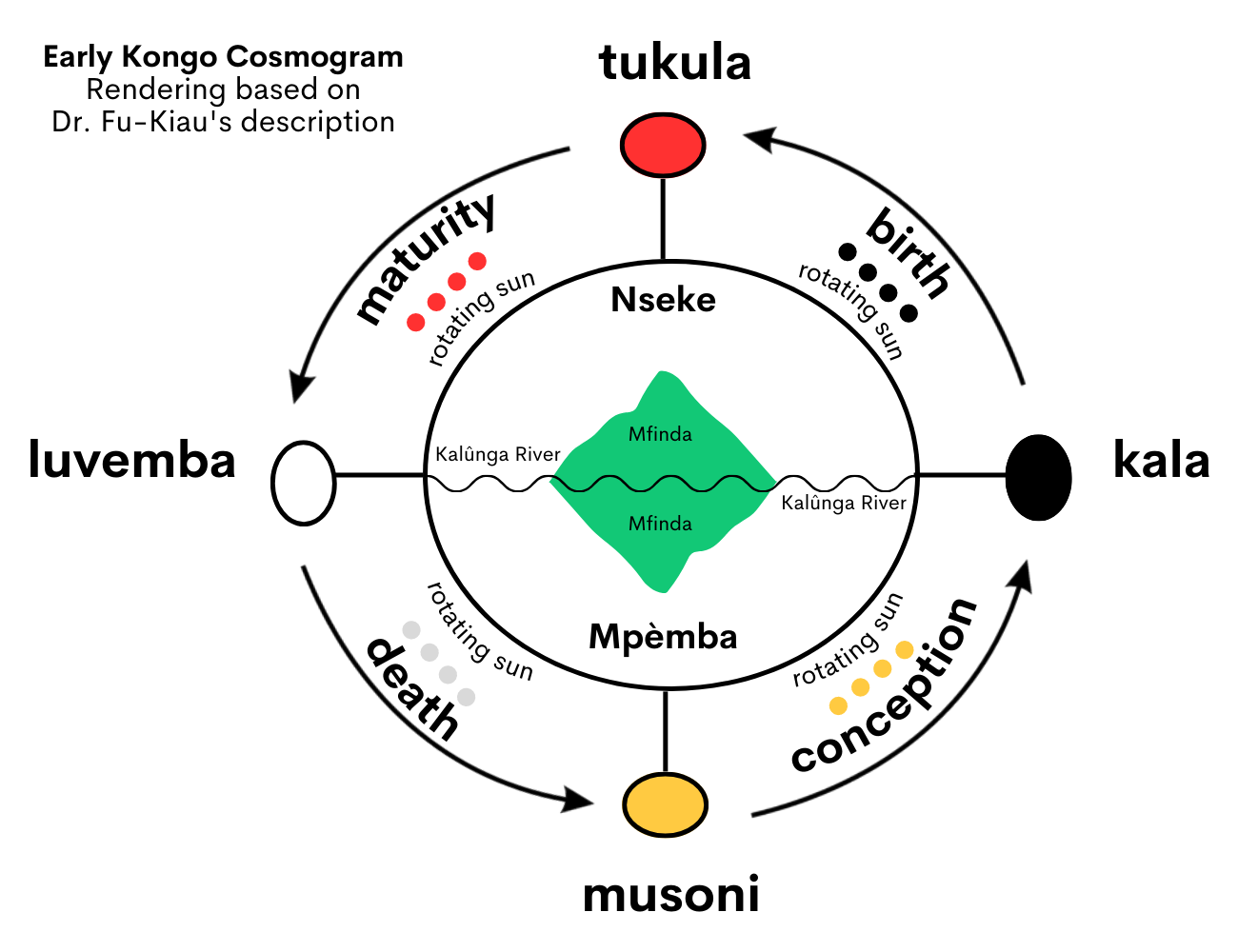
Cosmograma Kongo alternativo

### Mfinda
A natureza também é essencial na religião Kongo. Enquanto os espíritos simbi tornaram-se mais associados à água, ou kalûnga, eles também eram conhecidos por habitar a floresta, ou mfinda (finda na tradição hudu). O Reino do Congo usava o termo chibila, que designava bosques sagrados, onde esses espíritos da floresta eram venerados. O Reino de Loango os chamava de bakisi banthandu, ou espíritos do mato. O Reino de Ndongo preferia o nome xibila (pl. bibila).
Os povos Kongo também acreditavam que alguns ancestrais habitavam a floresta após a morte e mantinham sua presença espiritual na vida dos descendentes. Acreditava-se que esses ancestrais haviam morrido, viajado para Mpémba e renascido como bisimbi. Assim, o Grande Mfinda existia como um ponto de encontro entre o mundo físico e o espiritual. Os vivos o viam como fonte de alimento físico pela caça e alimento espiritual pelo contato com os ancestrais. Um especialista em religião Kongo, Busenki Fu-Kiau, descreveu alguns cosmogramas pré-coloniais com mfinda como uma ponte entre os dois mundos.